# Cnastis vulgaris
Cnastis vulgaris là một loài tò vò trong họ Ichneumonidae.